# Katrin Klujber
Katrin Klujber, född 21 april 1999, är en ungersk handbollsspelare. Hon är vänsterhänt och spelar i anfall som högernia.

## Meriter
Med landslag
- U20-VM 2018
- U17-EM 2015

Med klubblag
- EHF-cupen/EHF European League 2016
- Ungersk mästare 2021

### Individuella utmärkelser
- Årets unga spelare i Ungern 2016
- All-Star Team som bästa högersexa vid U19-EM 2017[2]
- All-Star Team som bästa högernia vid EM 2022[3]